# Viva Piñata
Viva Piñata – gra komputerowa, wydana przez brytyjską firmę Rare w listopadzie 2006, na platformy Xbox 360 oraz Windows. Projektem kierował Gregg Mayles oraz zespół odpowiedzialny za serię Banjo-Kazooie, w oparciu o pomysł Tim Stamper'a. W Polsce gra została wydana na konsole przez CD Projekt oraz przez Microsoft na platformę Windows.

## Rozgrywka
Grę można przyrównać do takich tytułów jak The Sims, Animal Crossing, oraz Harvest Moon, gra zaliczana jest do gatunku symulatorów życia. Zadaniem gracza jest zamienienie działki w jak najpiękniejszy ogród, który przyciągnie jak najwięcej stworzeń tytułowych ˌˌpiñatˈˈ. Piñat'y są całe papierowe, oraz wypełnione słodyczami, są też popularną atrakcją przyjęć urodzinowych dzieci w meksyku. Stworzenia są kolorowym odpowiednikiem istniejących w rzeczywistości zwierząt. Na przykład; wilki, papugi, dżdżownice, myszy, konie oraz wiele innych w sumie ponad 60. Stworzenia te mają różne upodobania, jedne wolą tereny wodne lub stały ląd, a inne są mięsożerne lub roślinożerne. W zależności jaki ogród zostanie stworzony, takie stworzenia przyciągniemy.
Do budowy ogrodu mamy wiele narzędzi, możemy sadzić różnego rodzaju rośliny czy drzewa, nie zapominając o ich podlewaniu. Same Piñat'y dokarmiamy czy budujemy im ogrodzenia, ponieważ nie wszystkie Piñat'y przepadają za sobą. Możemy również zatrudnić pomocników, którzy wykonują za nas bardziej monotonne czynności. Dzięki dobrym posunięciom w pielęgnacji ogrodu awansujemy na kolejne poziomy; odblokowują one nowe przedmioty, których możemy użyć do upiększenia ogrodu.